# 洛克黑文
洛克黑文（Lock Haven）是美国宾夕法尼亚州克林顿县的一个自治市镇，是克林顿县的县治，位于萨斯奎哈纳河西支流和秃鹰溪交汇处附近，是洛克黑文小都市统计区的主要城市，本身也是威廉斯波特-洛克黑文联合统计区的一部分。截至2010年美国人口普查，洛克黑文人口为9772人。
洛克黑文建于前哥伦布时期一处人们长期喜爱的地方，1833年开始时是一个木材城镇，是伐木工人、船夫和其他游客在河流或西支渠上的避风港。19世纪末，资源开采和高效交通为该城市的发展提供了大量资金。20世纪，一家轻型飞机工厂、一所大学、一家造纸厂以及许多小型企业推动了经济发展。频繁的洪水，特别是1972年的洪水，破坏了当地的工业，导致1980年代的高失业率。

## 地理
洛克黑文是克林顿县的县城根据美国普查局的数据，该市总面积为2.7平方英里（7.0平方公里），其中2.5平方英里（6.5平方公里）为陆地，约0.5平方公里（6%）是水域。。